# Beffroi de Billom
Le Beffroi de Billom est un édifice, protégé des monuments historiques, situé à Billom, dans le département français du Puy-de-Dôme.

## Historique
Le beffroi est construit au XVIe siècle, vraisemblablement vers 1577 - année inscrite sur le beffroi - pour supporter une horloge.
Le beffroi de Billom est classé au titre des monuments historiques par arrêté du 2 août 1888.

## Architecture
Le beffroi est constitué d'une tour hexagonale, surmonté d'un campanile. Le structure soutenant ce campanile est une charpente en bois. Initialement, une statue en bois surmontait le campanile, remplacé à la révolution par un bonnet phrygien, puis par la suite et jusqu'à nos jours, un coq.